# 史與為
史與為（1922年3月14日—1971年2月11日），原名史友善，中國共產黨黨員，江蘇省東台縣栟茶人，震旦大學肄業，司法行政部調查局薦任七級專員，因繆礦珍匪嫌案被起底，最後被判處死刑，1971年2月11日槍決。

## 生平
史與為，原名史友善，1922年生，江蘇省東台縣栟茶人，1940年新四軍一師進駐栟茶，司令部即設在史友善家，粟裕對史與為稱讚有加，讓史友善參加新四軍。史友善姊夫趙鵬山在栟茶成立文工隊，史友善協助共產黨宣傳、參與文工隊活動。
1941年經史友善姊夫趙鵬山介紹加入中國共產黨，史友善進入震旦大學就讀並協助家鄉抗日宣傳工作。1942年史友善吸收缪慰萱入黨，並參與栟茶支部活
動。
抗戰勝利後，史友善在上海守群中學擔任教師，郭子猷、繆錦元、季林芬等好友也在上海。1947年史友善擔任栟茶區公所指導員。1949年史友善被編入國民革命軍第一二三軍暫編第八師孫信符部，隨部隊到上海後即辭職離開。不久上海解放，史友善因擔任栟茶區公所職務而遭到同鄉檢舉送公安部門，由郭子猷出面說明後獲釋。
1949年9月，史友善改名史與為，妻子繆瑞凝假借海軍官李秉成之妹李秉琳身份，史與為與妻子從舟山定海搭乘軍艦來台灣，通過郭子猷進入調查局工作，多次利用機會掩護及營救地下黨同志。
蘇來賓曾參加中共如皋縣委會工商管理局支部組織，在國民黨基隆市黨部擔任幹事，偽造學歷考取台南師範學院肄業，因匪諜案被逮捕，1954年史與為在調查局基隆站任職時，曾設法掩護經辦蘇來賓的案件，但並未成功，蘇來賓因沒有自首，從十二年徒刑一直加重至死刑，於1954年8月10日槍決。1958年調查局以郭子猷涉有匪嫌而將郭子猷逮捕，史與為設法庇護，使調查局將郭子猷匪嫌案註銷。
1964年史與為調為司法行政部調查局薦任七級專員，4月間調查局在偵辦“繆礦珍匪嫌案”時，林希鵬偶然發現史與為「在其家鄉陷匪期間有為匪工作情事」而展開調查，郭子淵、蔡文仲、蔡竹安、郭子猷、徐紫亭、張芫芬在1950年時一齊被派往台灣潛伏，隨著史與為入獄六人先後被捕。1971年2月11日，史與為與郭子淵、郭子猷一同槍決於台北。

## 紀念
趙鵬山輾轉的得知史與為遇害的事，將史與為在大陸入黨與潛伏台灣的情形告知女兒趙衛平，向國家申請追認烈士，如東縣志將七位烈士事蹟記入史冊之中。
2013年10月，北京西山國家森林公園的無名英雄廣場上立有無名英雄紀念碑，為紀念來台灣在1950年代被處決「隱避戰線烈士」而設立，史與為銘刻於紀念碑上。

## 平反
2019年5月30日，促進轉型正義委員會第四批平反，依據促轉會第23次、第24次、第26次委員會議決議，撤銷受難者徐維琛君等2006人之刑事有罪判決暨其刑，其中(57)更字第 15 號及(59)勁需字第 5325 號，有關史與為意圖以非法之方法顛覆政府而著手實行之有罪判決暨其刑及沒收之宣告正式撤銷